# Chaetoleon pusillus
Chaetoleon pusillus är en insektsart som först beskrevs av Philip J. Currie 1899.  Chaetoleon pusillus ingår i släktet Chaetoleon och familjen myrlejonsländor. Inga underarter finns listade i Catalogue of Life.